# Chiesa di Santa Lucia (Caltanissetta)
La chiesa Santa di Santa Lucia è un edificio religioso di Caltanissetta. Fu costruita nel secondo dopoguerra nel luogo occupato dalla vecchia chiesa di Santa Lucia, ridotta in macerie durante i bombardamenti del 1943.

## Storia

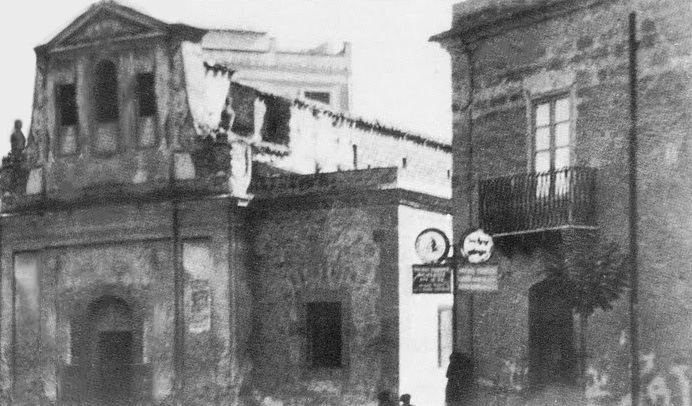
La chiesa di Santa Lucia prima del 1943 (parziale ricostruzione grafica)

L'attuale chiesa di Santa Lucia è la terza chiesa dedicata alla santa nella città di Caltanissetta.
Infatti, in corrispondenza della porta nord della città (porta di Santa Lucia), porta oggi scomparsa, esisteva una chiesa la chiesa della Madonna dell'Arco in Santa Lucia consacrata in data 13 aprile 1614. Madonna dell'Arco in Santa Lucia di cui conosce una congregazione a lei dedicata.
Essa era sul limite settentrionale del quartiere di Santa Flavia o Santa Venera oggi rione di Santa Venera all'angolo di Via Arimondi; questa chiesa venne demolita nel 1830 insieme alla porta settentrionale per consentire la creazione della nuova strada consolare carrabile per Palermo.
Pochi anni dopo in occasione del rifacimento e allargamento ottocentesco della via, chiamata appunto via di santa Lucia ("stratuni di Santa Lucì") oggi Corso Umberto I, la chiesa venne ricostruita a pochi metri e di fronte al sito della demolita chiesa della Madonna dell'Arco, con il nome di Santa Lucia ciò tra il 1838 e il 1846.
Durante il secondo conflitto mondiale essa fu distrutta pressoché completamente dal bombardamento alleato del 9 luglio 1943. 
Quindi venne ricostruita con un nuovo progetto a pianta centrale e otto lati dell'architetto Gaetano Averna nel 1948, diventando così la terza chiesa.
La devozione della città a santa Lucia è testimoniata dalla presenza di un'ulteriore chiesa a essa dedicata, la chiesa di Santa Lucia della Campagna.

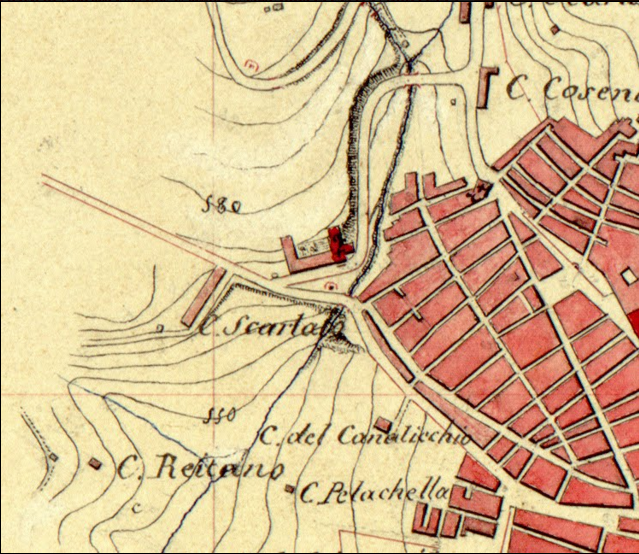
Mappale del 1864 con la chiesa di Santa Lucia
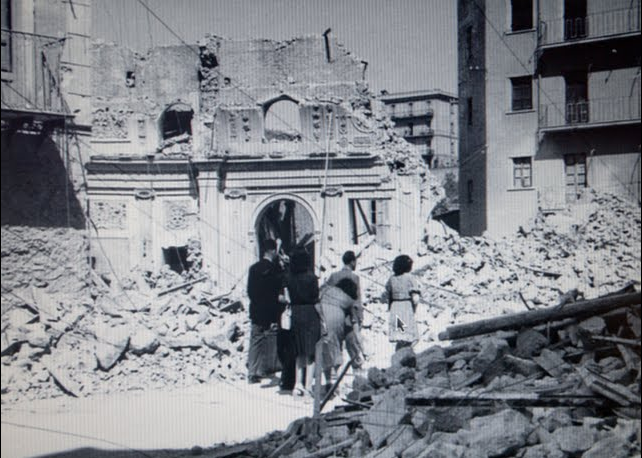
Chiesa di Santa Lucia dopo il bombardamento
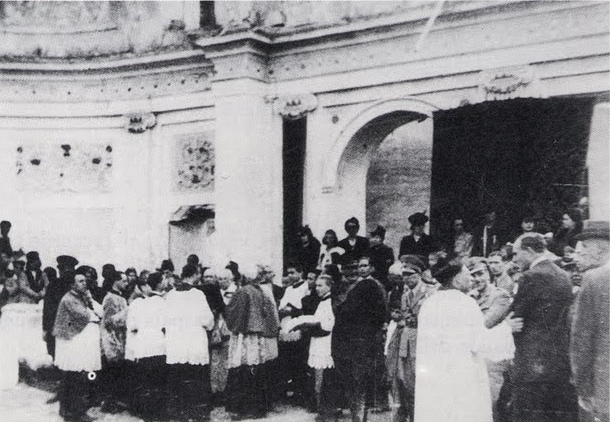
Chiesa di Santa Lucia prima del 1948
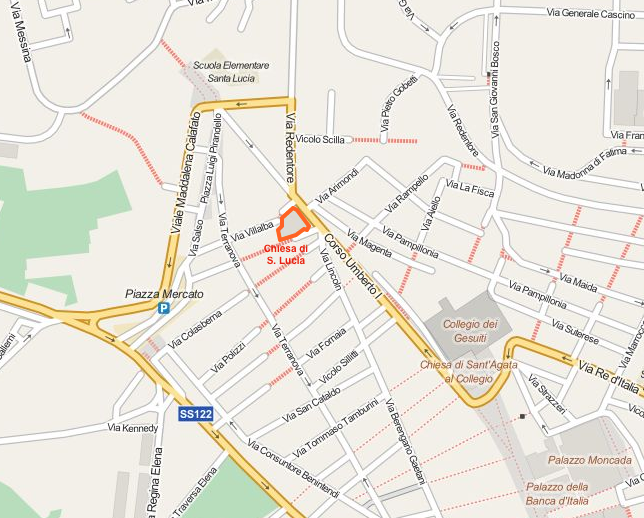
Localizzazione dell'attuale chiesa

## Descrizione

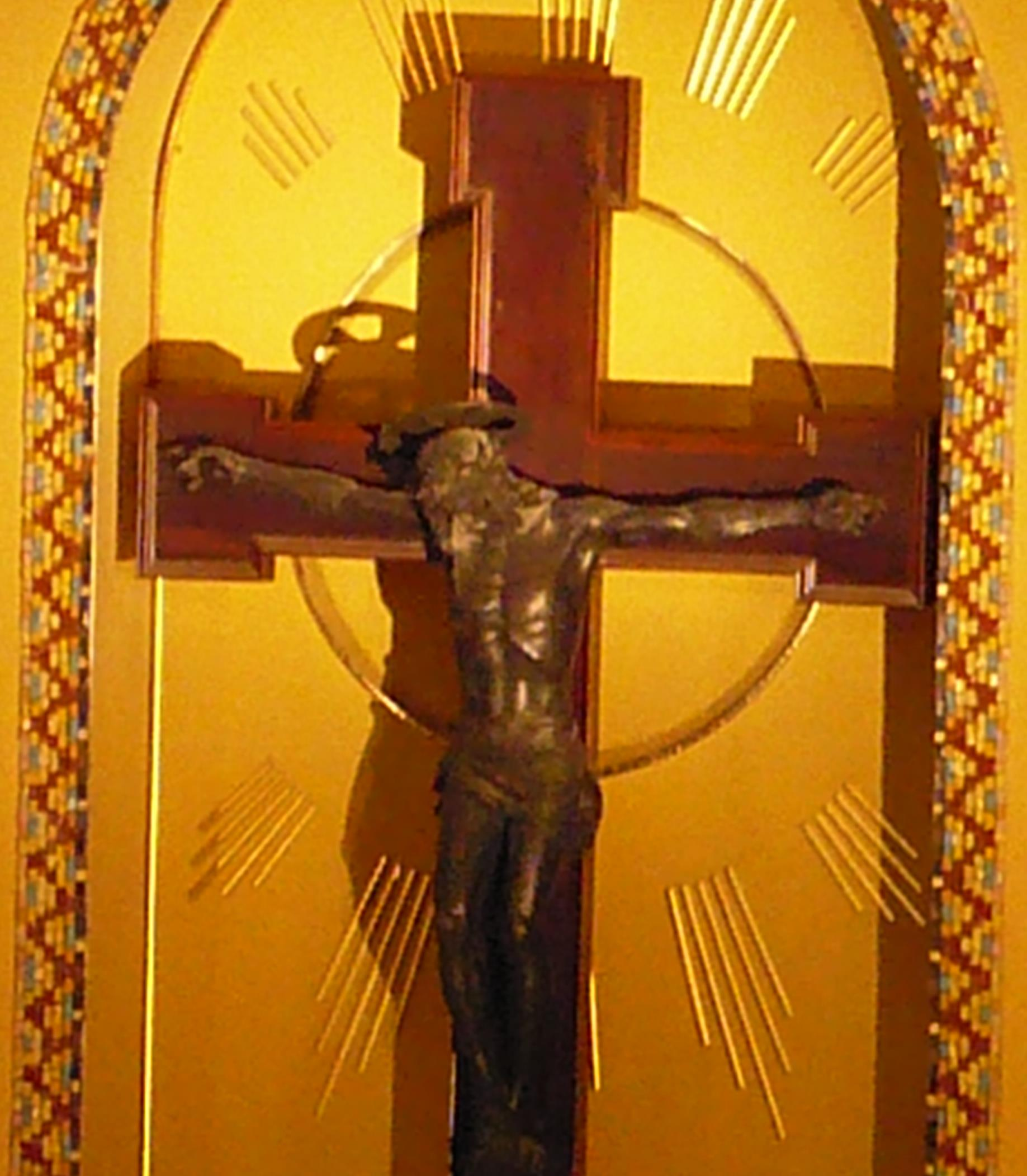
Crocifisso di Michele Tripisciano all'interno della chiesa

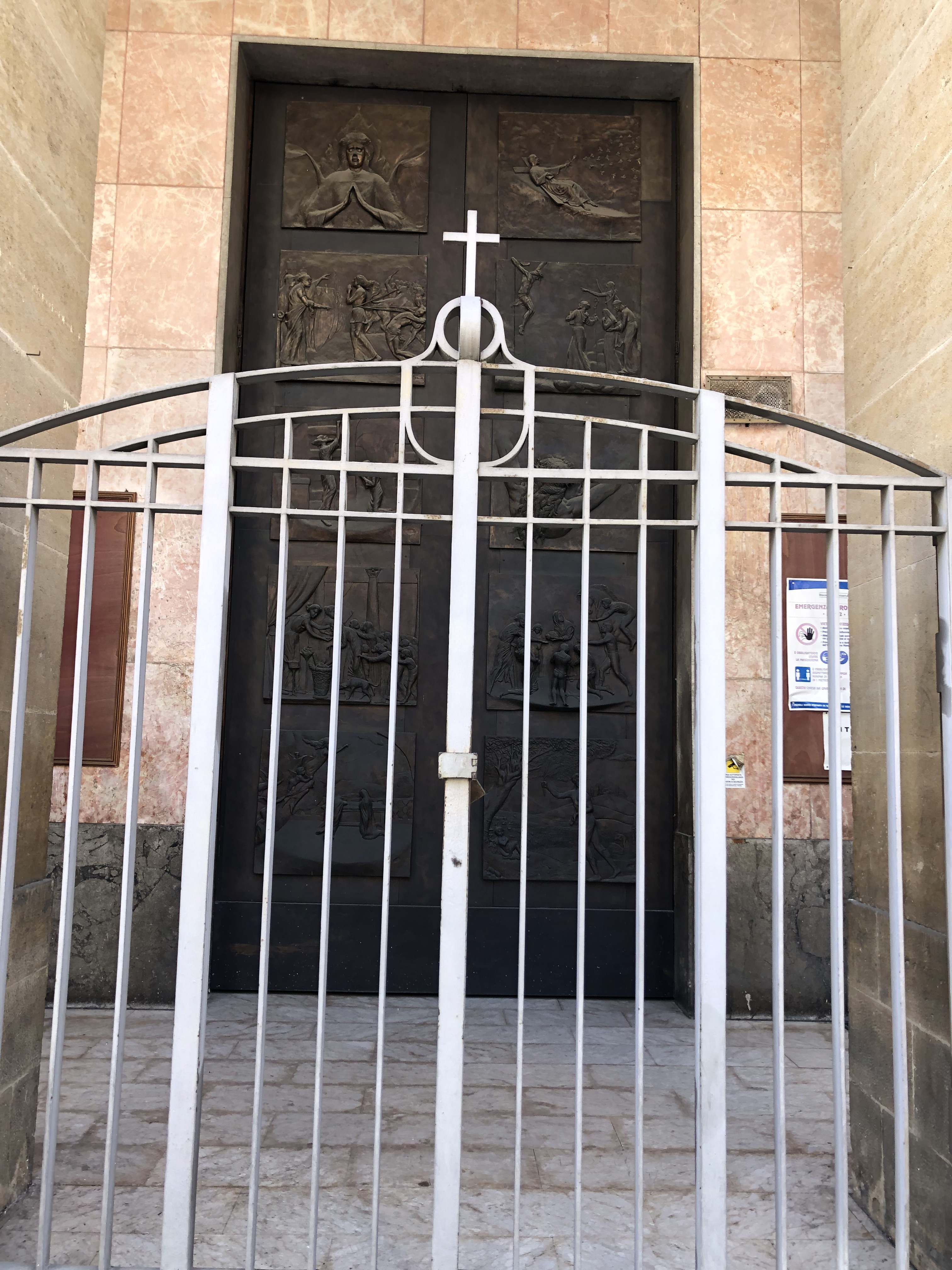
Portone con le dieci formelle in bronzo

Si trova in corso Umberto I sull'angolo nord del quartiere di San Rocco. Al suo interno un pregevolissimo crocifisso in bronzo, dono dello scultore Michele Tripisciano devoto alla Santa. Il crocifisso si è salvato intatto dal devastante bombardamento del 1943.
Pregevoli le dieci formelle in bronzo del portone della chiesa, che descrivono episodi della vita di Santa Rita e Santa Lucia.